# Distribution
Distribution (placement) er indenfor markedsføring en del af de 4 p’er. De 4 p'er (product, price, place og promotion) er et koncept for markedsføringsstrategier, der blev etableret af den amerikanske professor og forfatter E. Jerome McCarthy i 1960.
Distributionsdelen af markedsføringsstrategien går ud på at finde ud af, hvor der skal afsættes fra og hvordan en vare kommer fra producenten til kunden. Den kan bl.a. omfatte beslutninger om, hvorvidt varerne skal sælges i bestemte detailforretninger, om man hellere vil anvende sig af internetsalg, og om der skal bruges bude til at omdele varen.